# Ethniki Odos 27
Die Ethniki Odos 27 (griechisch Εθνική Οδός 27 ‚Nationalstraße 27‘) ist eine Straßenverbindung in Griechenland. Sie verbindet Itea und Amfissa mit Bralos an der Ethniki Odos 3 und ist Teil der Europastraße 65.

## Verlauf
Die Straße zweigt 12 km nördlich von Itea (Ιτέα) am Golf von Korinth in Amfissa (Άμφισσα) von der Straße Ethniki Odos 48 nach Norden ab, führt am Westrand des Parnassos und an Gravia vorbei nach Bralos (Μπράλος), wo sie an der Ethniki Odos 3 endet (vor Bralos parallele Schnellstraße).